# Pochabany
Pochabany (in ungherese: Pohába) è un comune della Slovacchia facente parte del distretto di Bánovce nad Bebravou, nella regione di Trenčín.